# Кравченко, Владимир Николаевич
Владимир Николаевич Кравченко (7 июля 1947, Херсон, Украинская ССР — 15 декабря 2016, Херсон, Украина) — украинский художник. Специализировался на видах современного и старого Херсона, парусниках, яхтах, портретах херсонцев и изображении скачек и игры в гольф.

## Биография
В 1970 году окончил Одесское театрально-художественное училище.
1974 — принимает участите в областных, республиканских, всесоюзных, зарубежных выставках
1979—1980 — персональные выставки
1988 — член национального союза художников Украины
сентябрь 1991 — Персональная выставка в Сент-Этьен-дю-Рувре (Saint-Étienne-du-Rouvray), Франция
октябрь 1991 — STÖRK GALLERY Руан (Rouen) Франция выставка совместно с польскими художниками
7 Ноября 1992 — Персональная выставка в гольф-клубе PORTE OUVERTE Руан (Rouen) Франция
февраль 1993 — праздник искусств MARTAINVILLE Мартанвиль (Франция) выставка совместно с французскими художниками
1994 — Персональная выставка STÖRK GALLERY Руан (Rouen) Франция
1997 — Персональная выставка в гольф-клубе Champ de Bataille Нибург (Neubourg) Франция
1998 август — Galerie Marc VINCENT Гайон (Gaillon) Франция
1998 Сентябрь — Galerie DECO LOISIRS Руан (Rouen) Франция
1999 июль — Участие в конкурсе на морскую тематику «ROUNE et l’ARMADA» Руан (Rouen) Франция
2000 — персональная выставка STÖRK GALLERY Руан (Rouen) Франция
2000 Июль — Christina Czorpita Gallery Philadelphia, USA

## Выставки
Работы Кравченко регулярно экспонировались в галереях Киева (Центральный художественный салон) и Херсона («Галерея 51», «Колорит»)